# A rosszfiúk
A rosszfiúk (eredeti cím: The Bad Guys) 2022-ben bemutatott amerikai számítógépes animációs kalandfilm, amelyet Pierre Perifel rendezett, Aaron Blabey azonos című regénysorozata alapján. A film gyártója a DreamWorks Animation.
A film bemutatóját többször is elhalasztották: az Amerikai Egyesült Államokban 2022. április 22-én került mozikba a Universal Pictures forgalmazásában. Magyarországon majdnem egy hónappal korábban, március 24-én mutatta be a UIP-Dunafilm.

## Cselekmény
Egy banda tagjai Mr. Farkas, Mr. Piránya, Mr. Kígyó, Mr. Cápa és Ms. Tarantella elhatározzák, hogy innentől kezdve elkerülik a börtönt. Marmelád professzor néhány tanácsát követve sikerül új életet kezdeniük, azonban új gazember jelenik meg a városban.

## Szereplők
| Szerep                       | Színész         | Magyar hang         | Leírás                                                                  |
| ---------------------------- | --------------- | ------------------- | ----------------------------------------------------------------------- |
| Mr. Farkas                   | Sam Rockwell    | Rajkai Zoltán       | Zsebtolvaj szürke farkas, a Rosszfiúk vezetője                          |
| Mr. Kígyó                    | Marc Maron      | Csankó Zoltán       | Szarkasztikus szalagos tigrispiton, aki képes bármilyen széfet feltörni |
| Mr. Cápa                     | Craig Robinson  | Mészáros Máté       | Fehér cápa, az álcázás mestere                                          |
| Mr. Piránya                  | Anthony Ramos   | Csőre Gábor         | Izmos vöröshasú pirája                                                  |
| Mr. Piránya                  | Anthony Ramos   | Sándor Péter (ének) | Izmos vöröshasú pirája                                                  |
| Ms. Tarantella               | Awkwafina       | Gubik Petra         | Vöröstérdű tarantula, kiváló hacker.                                    |
| Marmelád professzor          | Richard Ayoade  | Kovács Lehel        | Arrogáns tengerimalac                                                   |
| Diane Ravaston / Bíbor Mancs | Zazie Beetz     | Szilágyi Csenge     | Vörös róka, kormányzó és Farkas szerelme                                |
| Misty Luggins                | Alex Borstein   | Peller Anna         | Hőzöngő rendőrfőnök                                                     |
| Tiffany Tincs                | Lilly Singh     | Dögei Éva           | Helyi riporter                                                          |
| Idős hölgy                   | Barbara Goodson | Igó Éva             |                                                                         |

### Magyar változat
- Főcím: Nagy Sándor
- Magyar szöveg: Speier Dávid
- Felvevő hangmérnök: Középen Péter
- Vágó: Kajdácsi Brigitta
- Gyártásvezető: Gelencsér Adrienne
- Zenei rendező: Bolba Tamás
- Szinkronrendező: Tabák Kata
- Produkciós vezető: Hagen Péter

A szinkront a Mafilm Audio Kft. készítette.

## A film készítése
2017. július 22-én az ausztrál The Daily Telegraph arról számolt be, hogy több stúdió is kifejezte érdeklődését a könyvsorozat filmmé alakítása iránt. 2018 márciusában a Variety arról számolt be, hogy a DreamWorks Animation fejleszti a filmet, a forgatókönyvet pedig Etan Cohen írja. A következő év októberében kiderült, hogy Pierre Perifel rendezi majd a filmet.
2021. július 28-án bejelentették a szereplőgárdát. 2021. június 22-én kiderült, hogy Daniel Pemberton komponálja a filmet. 2022 márciusában a film rendezője Pierre Perifel azt mondta, hogy szívesen elvállalja a második részt, melyet három évvel később, 2025 nyarán mutatnak majd be a mozik.